# Peter Seisenbacher
Peter Seisenbacher (Viena, 25 de marzo de 1960) es un deportista austríaco que compitió en judo.
Participó en tres Juegos Olímpicos de Verano entre los años 1980 y 1988, obteniendo dos medallas, oro en Los Ángeles 1984 y oro en Seúl 1988. Ganó una medalla en el Campeonato Mundial de Judo de 1985 y ocho medallas en el Campeonato Europeo de Judo entre los años 1980 y 1988.

## Palmarés internacional
| Juegos Olímpicos   | Juegos Olímpicos             | Juegos Olímpicos  | Juegos Olímpicos |
| Año                | Lugar                        | Medalla           | Categoría        |
| ------------------ | ---------------------------- | ----------------- | ---------------- |
| 1984               | Los Ángeles (Estados Unidos) | Medalla de oro    | –86 kg           |
| 1988               | Seúl (Corea del Sur)         | Medalla de oro    | –86 kg           |
| Campeonato Mundial |                              |                   |                  |
| Año                | Lugar                        | Medalla           | Categoría        |
| 1985               | Seúl (Corea del Sur)         | Medalla de oro    | –86 kg           |
| Campeonato Europeo |                              |                   |                  |
| Año                | Lugar                        | Medalla           | Categoría        |
| 1980               | Viena (Austria)              | Medalla de plata  | –86 kg           |
| 1983               | París (Francia)              | Medalla de plata  | –86 kg           |
| 1984               | Lieja (Bélgica)              | Medalla de bronce | –86 kg           |
| 1985               | Hamar (Noruega)              | Medalla de bronce | –86 kg           |
| 1986               | Belgrado (Yugoslavia)        | Medalla de oro    | –86 kg           |
| 1986               | Belgrado (Yugoslavia)        | Medalla de plata  | Abierta          |
| 1987               | París (Francia)              | Medalla de bronce | –86 kg           |
| 1988               | Pamplona (España)            | Medalla de bronce | –86 kg           |